# Basketbal na Letních olympijských hrách 1968
Turnaj se odehrál v rámci XIX. olympijských her ve dnech 13. – 25. 10 1968 v Ciudad de México.
Turnaje se zúčastnilo 16 mužstev, rozdělených do dvou osmičlenných skupin. První dva týmy postoupily do semifinále. Mužstva, která skončila v základních skupinách na třetím a čtvrtém místě hrála o 5. – 8. místo. Mužstva, která skončila v základních skupinách na pátém a šestém místě hrála o 9. – 12. místo a mužstva, která skončila na sedmém a osmém místě hrála o 13. – 16. místo. Olympijským vítězem se stal posedmé celek USA.

## Turnaj mužů
| Zlato   | Spojené státy americké (USA) |
| Stříbro | Jugoslávie (YUG)             |
| Bronz   | Sovětský svaz (URS)          |

### Základní skupiny

#### Skupina A
|    |            | USA    | YUG    | ITA    | ESP    | PUR   | PAN   | PHI    | SEN   | V | P | Skóre   | B  |
| 1. | USA        | ***    | 73:58  | 100:61 | 81:46  | 61:56 | 95:60 | 96:75  | 93:36 | 7 | 0 | 599:392 | 14 |
| 2. | Jugoslávie | 58:73  | ***    | 80:69p | 92:79  | 93:72 | 96:85 | 89:68  | 84:65 | 6 | 1 | 592:511 | 13 |
| 3. | Itálie     | 61:100 | 69:80p | ***    | 98:86  | 68:65 | 94:87 | 91:66  | 81:55 | 5 | 2 | 562:539 | 12 |
| 4. | Španělsko  | 46:81  | 79:92  | 86:98  | ***    | 86:62 | 88:82 | 108:79 | 64:54 | 4 | 3 | 557:548 | 11 |
| 5. | Portoriko  | 56:61  | 72:93  | 65:68  | 62:86  | ***   | 80:69 | 89:65  | 69:26 | 3 | 4 | 493:468 | 10 |
| 6. | Panama     | 60:95  | 85:96  | 87:94  | 82:88  | 69:80 | ***   | 95:92  | 94:79 | 2 | 5 | 572:624 | 9  |
| 7. | Filipíny   | 75:96  | 68:89  | 66:91  | 79:108 | 65:89 | 92:95 | ***    | 80:68 | 1 | 6 | 525:636 | 8  |
| 8. | Senegal    | 36:93  | 65:84  | 55:81  | 54:64  | 26:69 | 79:94 | 68:80  | ***   | 0 | 7 | 383:565 | 7  |

 USA –  Španělsko 81:46 (39:16)
13. října 1968 – Mexico City
 Itálie –  Filipíny 91:66 (35:39)
13. října 1968 – Mexico City
 Portoriko –  Senegal 69:26 (31:18)
13. října 1968 – Mexico City
 Jugoslávie –  Panama 96:85 (51:45)
13. října 1968 – Mexico City
 USA –  Senegal 93:36 (44:15)
14. října 1968 – Mexico City
 Španělsko –  Filipíny 108:79 (46:34)
14. října 1968 – Mexico City
 Jugoslávie –  Portoriko 93:72 (41:32)
14. října 1968 – Mexico City
 Itálie –  Panama 94:87 (49:42)
14. října 1968 – Mexico City
 Jugoslávie –  Senegal 84:65 (40:33)
15. října 1968 – Mexico City
 Španělsko –  Panama 88:82 (37:45)
15. října 1968 – Mexico City
 USA –  Filipíny 96:75 (48:26)
15. října 1968 – Mexico City
 Itálie –  Portoriko 68:65 (30:33)
15. října 1968 – Mexico City
 Panama –  Filipíny 95:92 (38:48)
16. října 1968 – Mexico City
 Španělsko –  Portoriko 86:62 (40:23)
16. října 1968 – Mexico City
 Itálie –  Senegal 81:55 (41:24)
16. října 1968 – Mexico City
 USA –  Jugoslávie73:58 (36:28)
16. října 1968 – Mexico City
 USA –  Panama 95:60 (51:33)
18. října 1968 – Mexico City
 Španělsko –  Senegal 64:54 (30:24)
18. října 1968 – Mexico City
 Portoriko –  Filipíny 89:65 (45:33)
18. října 1968 – Mexico City
 Jugoslávie –  Itálie 80:69pp (29:29, 65:65)
18. října 1968 – Mexico City
 Portoriko –  Panama 80:69 (42:36)
19. října 1968 – Mexico City
 Filipíny –  Senegal 80:68 (33:29)
19. října 1968 – Mexico City
 Jugoslávie –  Španělsko 92:79 (52:35)
19. října 1968 – Mexico City
 USA –  Itálie 100:61 (48:27)
19. října 1968 – Mexico City
 Panama –  Senegal 94:79 (48:29)
20. října 1968 – Mexico City
 Itálie –  Španělsko 98:86 (53:40)
20. října 1968 – Mexico City
 Jugoslávie –  Filipíny 89:68 (46:30)
20. října 1968 – Mexico City
 USA –  Portoriko 61:56 (30:29)
20. října 1968 – Mexico City

#### Skupina B
|    |             | URS    | BRA   | MEX   | POL   | BUL   | CUB    | KOR   | MAR    | V | P | Skóre   | B  |
| 1. | SSSR        | ***    | 76:65 | 82:62 | 91:50 | 81:56 | 100:66 | 89:58 | 123:51 | 7 | 0 | 642:408 | 14 |
| 2. | Brazílie    | 65:76  | ***   | 60:53 | 88:51 | 75:59 | 84:68  | 91:59 | 98:52  | 6 | 1 | 561:418 | 13 |
| 3. | Mexiko      | 62:82  | 53:60 | ***   | 68:63 | 73:63 | 76:75  | 75:62 | 86:38  | 5 | 2 | 493:443 | 12 |
| 4. | Polsko      | 50:91  | 51:88 | 63:68 | ***   | 69:67 | 78:75  | 77:67 | 85:48  | 4 | 3 | 474:504 | 11 |
| 5. | Bulharsko   | 56:81  | 59:75 | 63:73 | 67:69 | ***   | 70:61  | 64:60 | 77:59  | 3 | 4 | 456:478 | 10 |
| 6. | Kuba        | 66:100 | 68:84 | 75:76 | 75:78 | 61:70 | ***    | 80:71 | 89:53  | 2 | 5 | 514:533 | 9  |
| 7. | Jižní Korea | 58:89  | 59:91 | 62:75 | 67:77 | 60:64 | 71:80  | ***   | 76:54  | 1 | 6 | 453:530 | 8  |
| 8. | Maroko      | 51:123 | 52:98 | 38:86 | 48:85 | 59:77 | 53:89  | 54:76 | ***    | 0 | 7 | 355:634 | 7  |

 Brazílie –  Maroko 98:52 (48:17)
13. října 1968 – Mexico City
 SSSR –  Polsko 91:50 (47:30)
13. října 1968 – Mexico City
 Mexiko –  Jižní Korea 75:62 (39:27)
13. října 1968 – Mexico City
 Bulharsko –  Kuba 70:61 (19:27)
13. října 1968 – Mexico City
 SSSR –  Maroko 123:51 (51:30)
14. října 1968 – Mexico City
 Polsko –  Jižní Korea 77:67 (38:27)
14. října 1968 – Mexico City
 Brazílie –  Bulharsko 75:59 (42:29)
14. října 1968 – Mexico City
 Mexiko –  Kuba 76:75 (35:29)
14. října 1968 – Mexico City
 Bulharsko –  Maroko 77:59 (35:25)
15. října 1968 – Mexico City
 Polsko –  Kuba 79:75 (36:41)
15. října 1968 – Mexico City
 SSSR –  Jižní Korea 89:58 (44:34)
15. října 1968 – Mexico City
 Brazílie –  Mexiko 60:53 (30:29)
15. října 1968 – Mexico City
 SSSR –  Bulharsko 81:56 (40:23)
16. října 1968 – Mexico City
 Mexiko –  Maroko 86:38 (42:15)
16. října 1968 – Mexico City
 Brazílie –  Polsko 88:51 (35:26)
16. října 1968 – Mexico City
 Kuba –  Jižní Korea 80:71 (34:29)
16. října 1968 – Mexico City
 Polsko –  Maroko 85:48 (46:25)
18. října 1968 – Mexico City
 SSSR –  Kuba 100:66 (52:35)
18. října 1968 – Mexico City
 Brazílie –  Jižní Korea 91:59 (42:32)
18. října 1968 – Mexico City
 Mexiko –  Bulharsko 73:63 (33:36)
18. října 1968 – Mexico City
 Jižní Korea –  Maroko 76:54 (38:17)
19. října 1968 – Mexico City
 Brazílie - Kuba 84:68 (47:37)
19. října 1968 – Mexico City
 Polsko –  Bulharsko 69:67 (35:34)
19. října 1968 – Mexico City
 SSSR –  Mexiko 82:62 (45:25)
19. října 1968 – Mexico City
 Kuba –  Maroko 89:53 (48:22)
20. října 1968 – Mexico City
 Bulharsko –  Jižní Korea 64:60 (32:33)
20. října 1968 – Mexico City
 Mexiko –  Polsko 68:63 (40:28)
20. října 1968 – Mexico City
 SSSR –  Brazílie 76:65 (39:38)
20. října 1968 – Mexico City

### Semifinále
Jugoslávie –  SSSR 63:62 (31:27)
22. října 1968 – Mexico City
 USA –  Brazílie 75:63 (42:26)
22. října 1968 – Mexico City

### Finále
USA –  Jugoslávie 65:50 (32:29)
25. října 1968 – Mexico City

### O 3. místo
SSSR –  Brazílie 70:53 (38:25)
25. října 1968 – Mexico City

### O 5. - 8. místo
Polsko –  Itálie 66:52 (28:31)
22. října 1968 – Mexico City
 Mexiko –  Španělsko 73:72 (31:31)
22. října 1968 – Mexico City

### O 5. místo
Mexiko –  Polsko 75:65 (43:23)
25. října 1968 – Mexico City

### O 7. místo
Španělsko –  Itálie 88:72 (40:31)
25. října 1968 – Mexico City

### O 9. - 12. místo
Bulharsko –  Panama 83:79 (42:35)
22. října 1968 – Mexico City
 Portoriko –  Kuba 71:65 (33:34)
22. října 1968 – Mexico City

### O 9. místo
Portoriko –  Bulharsko 67:57 (35:31)
23. října 1968 – Mexico City

### O 11. místo
Kuba –  Panama 91:88 (47:43)
23. října 1968 – Mexico City

### O 13. - 16. místo
Jižní Korea –  Senegal 76:59 (37:28)
22. října 1968 – Mexico City
 Filipíny –  Maroko 86:57 (36:26)
22. října 1968 – Mexico City

### O 13. místo
Filipíny –  Jižní Korea 66:63 (31:34)
23. října 1968 – Mexico City

### O 15. místo
Senegal –  Maroko 42:38 (24:18)
23. října 1968 – Mexico City

## Soupisky
1.  USA 
| - Mike Barrett - John Clawson - Don Dee - Cal Fowler | - Spencer Haywood - Bill Hosket - Jim King - Glynn Saulters | - Charlie Scott - Mike Silliman - Ken Spain - Jojo White |

2.  Jugoslávie
| - Dragutin Čermak - Kresimir Čosič - Vladimir Cvetkovič - Ivo Daneu | - Radivoj Korać - Trajko Rajkovič - Zoran Maroevič - Dragoslav Raznjatovič | - Petar Skansi - Damir Solman - Nikola Plecas - Aljosa Zorga |

3.  SSSR 
| - Anatolij Polivoda - Anatolij Krikun - Vadim Kapranov - Vladimir Andrejev | - Sergej Kovalenko - Modestas Paulauskas - Jaak Lipso - Gennadij Volnov | - Priit Tomson - Zurab Sakandelidze - Jurij Selichov - Sergej Bělov |

## Konečné pořadí
| XIX. | Olympijské hry | Z | V | P | Skóre    | B  |
| ---- | -------------- | - | - | - | -------- | -- |
| 1.   | USA            | 9 | 9 | 0 | 739: 505 | 14 |
| 2.   | Jugoslávie     | 9 | 7 | 2 | 705: 638 | 16 |
| 3.   | SSSR           | 9 | 8 | 1 | 774: 524 | 17 |
| 4.   | Brazílie       | 9 | 6 | 3 | 677: 563 | 15 |
| 5.   | Mexiko         | 9 | 7 | 2 | 641: 580 | 16 |
| 6.   | Polsko         | 9 | 5 | 4 | 605: 631 | 14 |
| 7.   | Španělsko      | 9 | 5 | 4 | 717: 693 | 14 |
| 8.   | Itálie         | 9 | 5 | 4 | 686: 693 | 14 |
| 9.   | Portoriko      | 9 | 5 | 4 | 631: 590 | 14 |
| 10.  | Bulharsko      | 9 | 4 | 5 | 596: 624 | 13 |
| 11.  | Kuba           | 9 | 3 | 6 | 670: 692 | 12 |
| 12.  | Panama         | 9 | 2 | 7 | 739: 798 | 11 |
| 13.  | Filipíny       | 9 | 3 | 6 | 677: 756 | 12 |
| 14.  | Jižní Korea    | 9 | 2 | 7 | 592: 655 | 11 |
| 15.  | Senegal        | 9 | 1 | 8 | 484: 679 | 10 |
| 16.  | Maroko         | 9 | 0 | 9 | 450: 762 | 9  |